# Vlad Alexandrescu
Vlad Alexandrescu (ur. 22 czerwca 1965 w Bukareszcie) – rumuński filolog, historyk idei, nauczyciel akademicki, dyplomata i polityk, w latach 2015–2016 minister kultury.

## Życiorys
W 1989 ukończył filologię francuską i niemiecką na Uniwersytecie Bukareszteńskim. Kształcił się następnie w paryskiej École des hautes études en sciences sociales, doktoryzując się w 1995. W 2014 obronił habilitację. Jako nauczyciel akademicki związany głównie z macierzystą uczelnią, gdzie doszedł do stanowiska profesora. W pracy naukowej zajął się w szczególności zagadnieniami z zakresu historii idei w wiekach XVI–XVIII oraz filologii francuskiej.
W latach 2006–2011 był ambasadorem Rumunii w Luksemburgu. W 2012 został współredaktorem naczelnym periodyku „Journal of Early Modern Studies”.
W listopadzie 2015 w technicznym rządzie, na czele którego stanął Dacian Cioloș, objął stanowiska ministra kultury. Został odwołany z tej funkcji w maju 2016. Dołączył następnie do Związku Zbawienia Rumunii, z ramienia tego ugrupowania w grudniu 2016 wybrano go w skład Senatu.